# Aldo Arellano
Aldo Misael Arellano Miranda (Toluca, 14 giugno 1995) è un calciatore messicano, centrocampista dell'Oaxaca.

## Carriera
Ha giocato nella massima serie messicana.